# Johan Gottschalk Wallerius
Pour les articles homonymes, voir Gottschalk.
Johan Gottschalk Wallerius (11 juillet 1709 – 16 novembre 1785) est un chimiste et minéralogiste suédois. Il est parfois nommé Vallerien en français savant du XIXe siècle.

## Biographie
Wallerius est né à Stora Mellösa, à Närke. Il est entré à l'Université d'Uppsala en 1725 et obtint son magistère en 1731 après des études de mathématiques, de physique et de médecine. Il continua ses études à l'université de Lund, où il reçut le bonnet de docteur en médecine en 1735. Il devint professeur adjoint de médecine à l'université d'Uppsala en 1741, puis il fut le premier titulaire de la nouvelle chaire de chimie, de médecine et de pharmacie en 1750. Il prit sa retraite en 1767. C'est l'un de ses étudiants, Torbern Olof Bergman qui lui succéda en 1766.
L'époque de Vallerien marque l'histoire de la chimie, comme celle de la minéralogie. Les procédés d'extraction commun aux milieux miniers et à l'ancienne chimie technique expliquaient un évident continuum de la science minière et chimique, des mines à la chimie marquée par les débuts de l'analyse par voie sèche en passant par la minéralogie balbutiante. Vallerien, titulaire de la chaire de Chimie d'Uppsala est un des premiers savants universitaires à distinguer la chimie pure, qu'il faut développer à l'université, et la chimie appliquée, nécessaire au technicien de l'art minier et qui demeure capitale en Suède. Une grande qualité de ce savant classificateur est toutefois de posséder une bonne vision des arts et techniques de son temps. Son successeur propulse sa réputation, évidemment associée intimement à la rigueur de l'université suédoise, à l'échelle de l'Europe entière. 
Wallerius est aussi considéré comme le fondateur de la chimie agricole. Celle-ci se base principalement sur son ouvrage, très largement diffusé Agriculturae fundamenta chemica (1761, publié en suédois la même année sous le titre Åkerbrukets chemiska grunder et ensuite traduit dans de nombreuses autres langues). Il publia quelques autres études sur des questions chimiques, minérales et géologiques et il utilisa sa propre ferme de Hagelstena à Alsike (au sud d'Uppsala) comme terrain d'expérimentation.
Le premier laboratoire chimique opérationnel d'Uppsala, qui se trouve toujours 24 Västra Ågatan près du fleuve Fyris, fut construit pendant le professorat de Wallerius.

## Réalisations scientifiques
Wallerius appartient à la lignée des scientifiques qui, pendant la période de liberté, ont valu à la Suède une réputation dans le monde de l'éducation. Cependant, ce n'est pas en faisant des découvertes qui ont fait date ou en fondant de nouveaux systèmes qu'il a marqué les esprits, mais plutôt par les nouvelles voies qu'il a tracées pour l'application de la chimie dans la vie pratique. Grâce à son traité Agriculturæ fundamenta chemica (en latin et en suédois en 1761 ; nouvelle édition en suédois en 1778 ; traduit en plusieurs langues), réalisé avec l'aide de Gustaf Adolf Gyllenborg, qui en était le répondant, il peut être considéré comme le premier et véritable fondateur de la chimie agricole. Il y expose les principes de base de la doctrine tant étudiée de l'assimilabilité des éléments nutritifs des plantes et de la transformation des engrais en nourriture végétale facilement soluble et à action rapide, rend compte avec précision de la composition des graines végétales et des phénomènes de germination, décrit les facteurs qui favorisent la végétation : chaleur, air et humidité, et met l'accent sur les propriétés des différents types de sol - terre noire, argile et marne - et sur leur importance pour l'agriculture. On note en particulier que la connaissance de la capacité d'absorption des sols, attribuée à une époque beaucoup plus tardive, était déjà pleinement reconnue par Wallerius.
Ses enseignements, développés ensuite par Torbern Bergman et Carl Wilhelm Scheele au XVIIIe siècle, puis par Berzelius et Justus von Liebig au XIXe siècle, ont été mis en pratique pendant plusieurs années en tant qu'agriculteur sur le domaine de Hagelstena, dans la paroisse d'Alsike. Il en fit une ferme modèle, qui produisit de riches récoltes même les années où toute la région environnante était en proie à de mauvaises récoltes ; et c'est à partir de là qu'il communiqua ses Observations sur la culture des terres faites en 30 ans (1747-1777), qui contiennent, entre autres, des tableaux statistiques sur les périodes de semis et de récolte et les rendements des cultures d'automne et de printemps. Un autre ouvrage important dans le même domaine est sa réponse, récompensée par le premier prix de l'Académie des sciences, à la question du prix de l'Académie « Sur les propriétés et les signes distinctifs des sols arables suédois et leur amélioration par un mélange approprié des sols », qui constitue une théorie des sols assez complète.
Wallerius a également exercé une grande influence sur la minéralogie grâce à son ouvrage Mineralogia, eller mineralriket indelt och beskrifvet, publié en 1747, « le premier véritable manuel de minéralogie, un ouvrage incomparablement meilleur que tout ce qui a été écrit depuis l'époque d'Agricola dans cette branche du savoir » (Nordenskjöld) et dans lequel il décrit, avant tout le monde, la véritable nature de la marne. En outre, Wallerius a publié de nombreux autres écrits, dont Tankar om verldenes i synnerhetes jordenes danande och ändring (1776), une sorte de géologie, dans laquelle il fait revivre la cosmologie mosaïque, prônée plus tard par Georges Cuvier et d'autres, et pour laquelle il a présidé 98 débats.
cf. (sv) Carl Erik Bergstrand, J. G. Wallerius som landtbrukskemist och praktisk jordbrukare (1885).

## Distinctions
- Chevalier de l'ordre de Vasa[3]

## Publications
- Agriculturae fundamenta chemica, Uppsala, Gustav Adolf Gyllenborg, 1761

## Espèces décrites en minéralogie
- Crystallus colorata flavè rubens (synonyme de quartz hématoïde)
- Cristallus colorata rubra (synonyme de quartz rose)
- Cristalus colorata viridis (synonyme de quartz chloriteux)
- Lardite (synonyme du talc)

- gyspum spathosum  (synonyme du barite)
- Mine de plomb verte (synonyme de pyromorphite) 1753
- Minera plumbi spathacea cérusite) 1747
- Quartzum coloratum viride (synonyme de quartz prase) 1753[4]
- Réalgar
- Romersk Alunsten  (synonyme d'alunite) 1747
- Stalagmites coralloïdes  (synonyme d'aragonite coralloïde) 1778
- Volfram (synonyme de wolframite) 1747

## Hommage
- Breithaupt lui a dédié une espèce minérale, la wallérite, qui s'est avérée être un synonyme d'une variété de diopside: la schefférite[5].